# Atari SA
Atari SA (раніше Infogrames Entertainment SA) — французька холдингова компанія-розробник відеоігор зі штаб-квартирою в Парижі. Станом на 2024 рік Atari SA належать дві дочірні компанії: Atari Interactive і Atari, Inc., а також бренд класичних ігрових консолей Atari. Через тривалий тиск на компанію та труднощі з пошуком інвесторів, у січні 2013 року керівництво подало заяву про захист від банкрутства згідно з французьким законодавством, теж саме зробили і дочірні компанії в США відповідно до 11 глави Кодексу США про банкрутство. Станом на 2024 рік всі три компанії вийшли з банкрутства.

## Історія

### Заснування і швидке накопичення капіталу (1983—2003)
Компанія Infogrames була створена як розробник відеоігор в червні 1983 року, виробляючи ігри для домашніх комп'ютерних систем у Франції протягом більшої частини десятиліття. Незважаючи на незначні успіхи компанії протягом перших десяти років її діяльності, саме випуск тривимірного горору Alone in the Dark у 1992 році вивів Infogrames на світову арену.
У 1996 році Infogrames вирішили прийняти політику розширення шляхом придбання менших компаній з метою стати «найбільшим видавцем інтерактивних розваг у світі». Щоб досягти цього, Infogrames витратить $500 млн протягом наступних семи років на придбання студій для побудови своєї імперії. У той час як борг компанії збільшився з $55 млн в 1999 році до $493 млн в 2002 році, дохід компанії також зріс з $246 млн до $650 млн за той же період. До 2002 року Infogrames придбали:
- британську видавничу компанію Ocean Software за $100 млн, пізніше перейменовану на Infogrames UK (1996)
- французького дистриб'ютора Philips Media BV за ₣191,5 млн. (1997)[13]
- контрольний пакет акцій OziSoft (1998), перейменовану на Infogrames Australia Pty Ltd. Решта акцій були викуплені у Sega в 2002 році.
- британську видавничу компанію і розробника Gremlin Interactive за $40 млн. (1999)[14]
- американську видавничу компанію Accolade[en] за $60 млн, перейменовану на Infogrames North America, Inc. та наступного року об’єднану з Infogrames, Inc.[en] (1999)[15][16]
- австралійського розробника Beam Software[en] (1999), перейменованого на Infogrames Melbourne House Pty Ltd.[17]
- GT Interactive Software[en] разом з їх студіями розробки ігор Humongous Entertainment[en], Legend Entertainment[en] і Reflections Interactive та франшизами Driver[en], Duke Nukem[en], Oddworld[en], Unreal Tournament і Deer Hunter[en] за $135 млн разом з їх банківським боргом в розмірі $75 млн. Ці студії пізніше увійшли до Infogrames, Inc.[en][18] На той момент ця угода вважалася найбільшим придбанням в історії відеоігор. (1999)
- Paradigm Entertainment[en] разом із розробником Den-o-Tech Int. (DTI), перейменованого на Infogrames DTI (2000)[19][20]
- Hasbro Interactive разом з їх веб-порталом Games.com за $100 млн.,[21] перейменовану на Infogrames Interactive, Inc.[22] Ця угода зробила компанію власником брендів MicroProse[en] та Atari, а також франшиз Civilization, Falcon[en], RollerCoaster Tycoon, Centipede, Missile Command і Pong. Згідно з умовами угоди, Infogrames також отримали ексклюзивні права на розробку та видачу ігор на основі ІВ Hasbro, що включала Dungeons & Dragons, Mr. Potato Head, My Little Pony протягом 15 років з можливістю подовження на додаткові 5 років залежно від прибутків. (2001)
- Shiny Entertainment придбану у Interplay за $47 млн разом з ексклюзивними правами на видачу ігор по франшизі Матриця.[23] (2002)
- Eden Studios за $4,1 млн та решту акцій OziSoft за $3,7 млн, перейменувавши їх на Infogrames Australia Pty, Ltd. і Infogrames New Zealand Pty, Ltd.[24]

Протягом 2002 року компанія закрила свої студії розробки Chippenham і Lyon House. У 2002 фінансовому році Infogrames Entertainment мала чистий збиток у розмірі $67 млн при доходах у $650 млн, а в 2003 році чисті збитки зросли до $89 млн.
Більшість викуплених компаній продовжували працювати, як і до придбання, хоча видавнича діяльність була оптимізована: Infogrames North America (Accolade) спочатку займалася Північною Америкою, а оригінальна Infogrames Entertainment — Європою. Протягом цього часу, окрім публікації власних ігор, Infogrames виступали дистриб’ютором по всій Європі. Після рішення Sega припинити підтримку Sega Dreamcast і стати стороннім розробником у 2001 році, Infogrames отримали права на розповсюдження ігор Sega для GameCube, Game Boy Advance і Xbox у регіоні (Sony Computer Entertainment в той час займалися випусками продукції на PlayStation 2). Проте ця угода проіснувала всього два роки і закінчилася 31 березня 2003 року, після чого Sega Europe почали самостійно розповсюджувати і публікувати свою продукцію.

### Ребрендинг на Atari та шлях до банкрутства (2003—2013)
Придбання Hasbro Interactive було особливо важливим для Infogrames, оскільки це дало їм контроль над брендом Atari, і згодом в травні 2003 року було вирішено, що всі дочірні компанії Infogrames повинні прийняти більш впізнавану назву «Atari». Самі ж Infogrames Entertainment SA (IESA) залишали свою назву без змін аж до 2009 року.
Незважаючи на те, що Atari тепер мали студії по всьому світі та низку ключових активів, вони також зібрали значну суму боргів, що в подальшому змусило компанію закрити або продати права на придбану раніше ІВ та збиткові дочірні компанії протягом наступних кількох років таким компаніям як Bandai Namco, THQ і Ubisoft, пізніше інші частини холдингу Atari почнуть діяти самостійно або повністю розпадуться. Першою масштабною втратою став продаж в 2006 році придбаного незадовго до цього веб-порталу Games.com компанії AOL, Paradigm Entertainment і франшизи Stuntman компанії THQ, а права на публікацію TimeShift компанії Vivendi Games. 17 червня 2006 року були продані права на публікацію деяких тайтлів  Epic Games компанії Midway, також студія Reflections Interactive і франшиза Driver були продані Ubisoft за $21,6 млн. У жовтні Shiny Entertainment була придбана Foundation 9 Entertainment за $1,6 млн, а студія Atari Melbourne House була продана Krome Studios та перейменована на Krome Studios Melbourne. Після цього єдиними розробниками, які все ще належали Atari, були Eden Games і Humongous.
У квітні 2007 року голова і засновник Infogrames Бруно Бонель покинув компанію після 24 років роботи — після оголошення про його відхід з компанії, ціна на акції підскочила на 24%. У тому ж році Infogrames звільнили більшість директорів Atari і 20% співробітників. За 2006—2007 фінансовий рік Atari повідомили про чисті збитки в розмірі $70 млн. У липні 2007 року Atari продали Hasbro свою ексклюзивну ліцензійну угоду з ними за $19 млн, що завершилося підписанням Hasbro такого ж контракту з Electronic Arts вже через місяць. За повідомленням видання GameSpot, Atari втратили $12 млн у першому фінансовому кварталі 2008 року.
12 вересня 2008 року Atari, Inc. було вилучено з фондової біржі NASDAQ через падіння цін на їх акції. 9 жовтня того ж року Infogrames придбали Atari, Inc. за $11 млн, що зробило їх одноосібним власником бренду Atari. У вересні 2008 року Infogrames спільно з Namco Bandai Games створили спільне підприємство під назвою Distribution Partners з метою перегрупування розповсюджувальних операцій Infogrames в Європі, Азії, Африці та Південній Америці. Компанія на 34% належала Namco Bandai та на 66% — Atari. У грудні 2008 року Infogrames придбали розробника багатокористувацьких онлайн-ігор Cryptic Studios за $26,7 млн готівкою, оголосивши про перехід на нову бізнес-стратегію, що зосереджена на онлайн-іграх. У березні 2009 року Infogrames оголосили про вихід з дистриб'юторського бізнесу в регіоні PAL, вирішивши продати свої 66% акцій у Distribution Partners, повноправними власниками якої стали Namco Bandai, перейменувавши її в Namco Bandai Partners. Згідно з прес-релізом Infogrames, цей продаж дозволив Atari «зосередити свої фінансові ресурси та творчу енергію виключно на розробці та публікації онлайн-ігор». У травні 2009 року Namco Bandai також викупили Atari Europe у Infogrames. Незважаючи на реструктуризацію, Infogrames продовжували боротися за отримання прибутку. За 2008 фінансовий рік компанія опублікувала $72,17 млн чистих збитків, а у 2009 фінансовому році ця сума зросла до $319,33 млн.
В травні 2009 року Infogrames Entertainment SA оголосили про зміну своєї корпоративної назви на фірмову назву бренду Atari. У прес-релізі про прибутки від 24 липня 2009 року також було надано роз’яснення щодо подальшої зміни назви, про яку спочатку було оголошено близько двох місяців тому, змінивши бренд на Atari, SA з Infogrames Entertainment, SA. Крім того, у цьому випуску також зазначалися наміри в подальшому використовувати набагато більш впізнаваний псевдонім «Atari Group» з усіма пов’язаними брендами та подібними дочірніми компаніями, які вже знаходяться під їх контролем.
21 жовтня 2010 року базові акціонери Atari — BlueBay Value Recovery і BlueBay Multi-Strategy — оголосили, що розглядають можливість продажу належних їм акцій і пов’язаних з капіталом інструментів. У 2012 році сторони досягли угоди після переговорів щодо реструктуризації боргу Atari Group, згідно якої подальше надання акціонерами кредиту було анульоване.

### Банкрутство (2013—2014)
21 січня 2013 року компанії Atari, Inc., Atari Interactive, Humongous Inc. і California US Holdings, Inc. подали клопотання відповідно до глави 11 Кодексу США про банкрутство в Суд США у справах про банкрутство Південного округу Нью-Йорка. У зв'язку з цим компанії довелося розпродати левову частку своїх активів шляхом аукціону. Так в наступні два роки франшизи Desperados, Silver, Outcast, Battlezone, Total Annihilation, Master of Orion та інші перейшли у власність сторонніх компаній. Придбані раніше Eden Games також закрилася під час банкрутства, проте їм вистачило сил відкритися знову через рік вже незалежною студією під керівництвом свого засновника Девіда Надала.

### Зміна стратегії (2014—теперішній час)
У 2014 році Atari вийшли з банкрутства та сконцентрувались на розробці онлайн-казино ігор під брендом Atari Casino. Пізніше, з 2015 року, Atari оголосили про нову стратегію, що буде зосереджена на перевиданні вже існуючих франшиз в каталозі Atari, права на які вдалося зберегти після банкрутства. Цими проєктами стали: Alone in the Dark: Illumination, котра була зустрінута шквалом негативної критики на релізі і на сьогоднішній день займає один з найнижчих рейтингів на Metacritic з результатом у 19/100; RollerCoaster Tycoon World і RollerCoaster Tycoon 3. У січні 2017 року стало відомо, що Frontier Developments, розробник RollerCoaster Tycoon 3, подав до суду на Atari, Inc. за недостатню виплату роялті за гру. Головний операційний директор Frontier Девід Волш підтвердив це в інтерв’ю GameSpot, заявивши, що вони намагалися вирішити проблему без судових позовів ще з квітня 2016 року.
У березні 2020 року Вейд Розен став новим головою ради директорів, викупивши значну частку компанії. У 2020 році Atari увійшли на ринок криптовалют у рівноправному партнерстві з ICICB, зареєструвавши Atari Token. Передбачався запуск ігрової онлайн-платформи з використанням криптовалют, включаючи так звані «токени Atari». У березні 2021 року Atari розширили партнерство з ICICB Group для відкриття готелів під брендом Atari, перші з яких будуть побудовані в Дубаї, Гібралтарі та Іспанії з можливістю подальшого розширення на Європу, Африку та Азію.
У квітні 2021 року Розен змінив Чеснаса на посаді генерального директора та реструктурував компанію на два підрозділи: Atari Gaming з орієнтиром на відеоіграх і Atari Blockchain, що зосередиться на блокчейні та пов'язаній з ним діяльності. 5 липня 2021 року Atari Gaming оголосили про план повного повернення до видавництва ігор і зменшення акценту на безкоштовних і мобільних іграх, що призведе до можливого закриття Atari Casino. 24 листопада 2021 року Atari оголосили, що інвестували $500 тис в стрімінгову платформу ретро-відеоігор Antstream і уклали угоду про потенційну купівлю MobyGames за $1,5 млн.
У березні 2022 року Atari обірвали всі зв'язки з колишнім генеральним директором Ченасом і його новою крипто-компанією Crypto Blockchain Industries (CBI). Наступного місяця вони також оголосили про розірвання всіх ліцензійних угод з ICICB, включно з відкликанням ліцензії на готелі та розпуск їхнього спільного блокчейн-бізнесу.
У 2023 році Atari розпочали серію придбань ІВ. У березні вони придбали права на 12 тайтлів компанії Stern Electronics, включно з Berzerk і Frenzy. Пізніше того ж місяця Atari повідомили про придбання Nightdive Studios за $10 млн та понад сотні тайтлів із каталогів Accolade, MicroProse, GT Interactive та Infogrames, які після банкрутства компанії перейшли у власність Tommo/Billionsoft. У травні компанія отримала права на понад десяток ігор M Network, включаючи Armor Ambush, Astroblast і Star Strike. У другій половині 2023 року компанія також придбала AtariAge, веб-сайт, присвячений історії ігор Atari, Awesomenauts і Swords & Soldiers від Ronimo Games, розробника, що спеціалізується на ремейках старих відеоігор.

## Дочірні компанії
- Atari Europe S.A.S.U. (раніше Infogrames Europe SA)[83]
- Atari, Inc.[en] (раніше GT Interactive Software Corp.)
- Atari Interactive (раніше Hasbro Interactive, Inc.)
- Atari Japan KK[84]
- Digital Eclipse[en][82]
- MobyGames[85]
- Nightdive Studios[86]